# Johanna Rosine Wagner

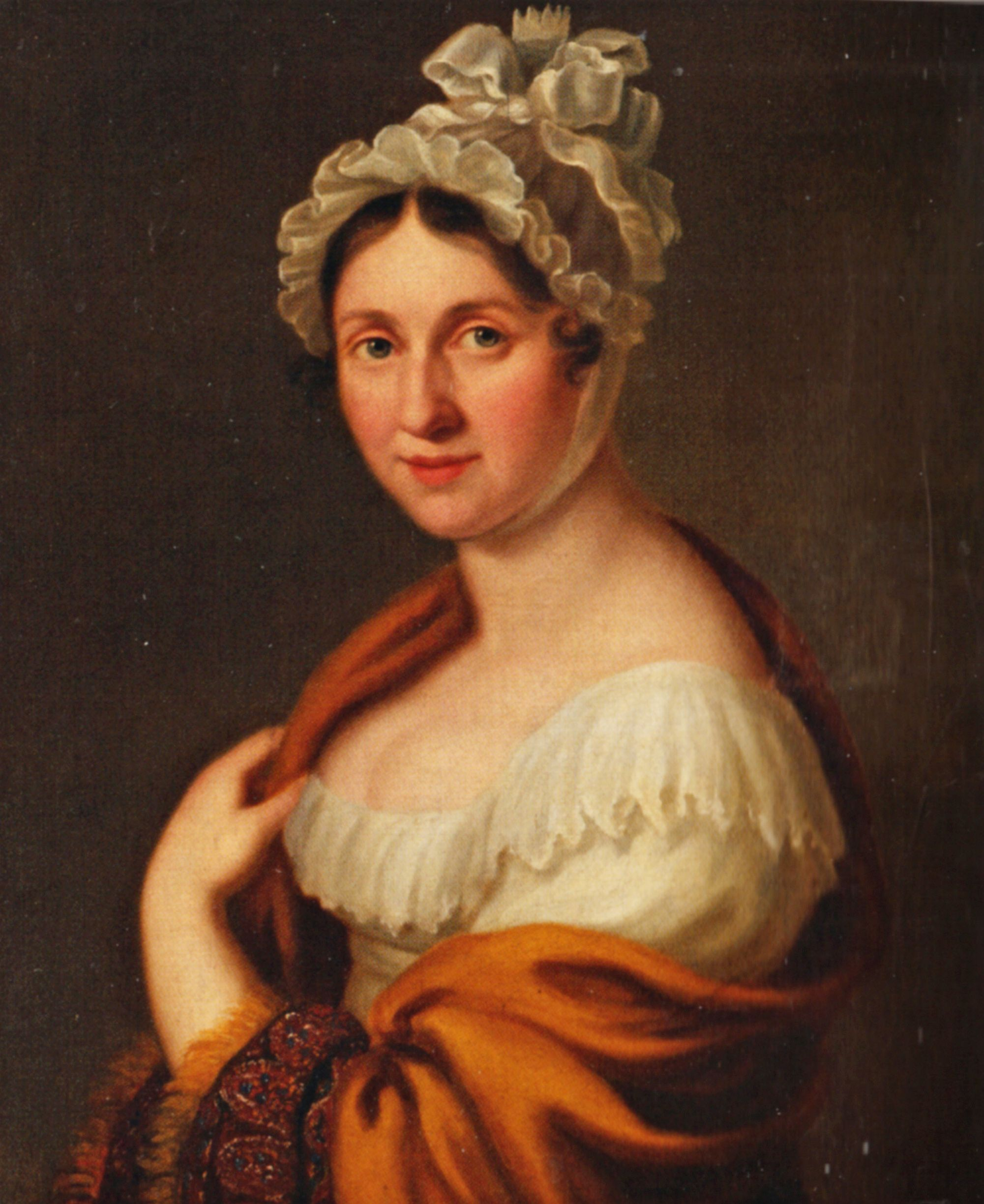
Johanna Rosine Wagner (1813)

Johanna Rosine Wagner, geborene Pätz (* 19. September 1774 in Weißenfels; † 9. Januar 1848 in Leipzig), war die Mutter des Komponisten, Schriftstellers, Theaterregisseurs und Dirigenten Richard Wagner (1813–1883). Vier weitere ihrer Kinder wurden Schauspielerinnen oder Opernsänger beziehungsweise Opernsängerin.

## Leben
Johanna Rosine war die Tochter des Weißenfelser Weißbäckers Johann Gottlob Pätz (1741–1802) und dessen Ehefrau Dorothea Erdmuth, geborene Iglisch (1742–1789). Die Mutter starb noch vor Johannas 15. Geburtstag, und als der Vater bald darauf eine jüngere Frau heiratete, verließ die nun Fünfzehnjährige das Elternhaus.

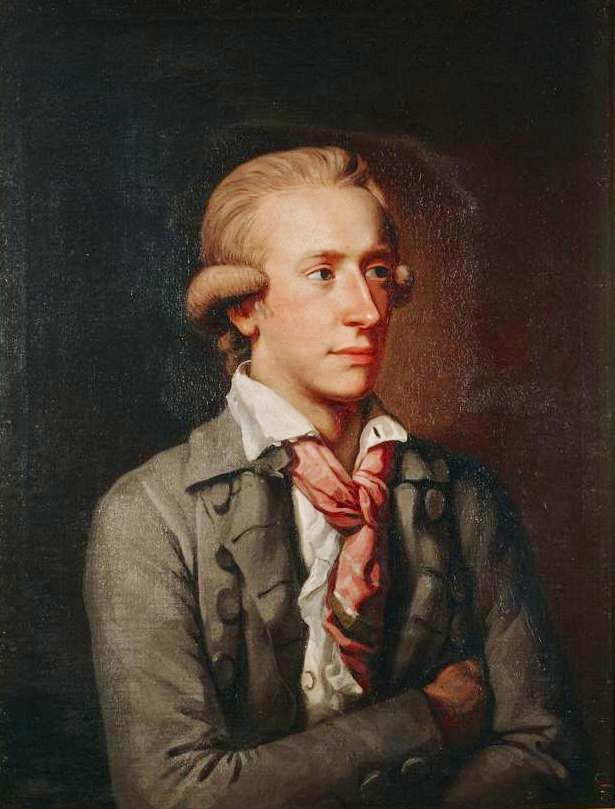
Prinz Friedrich Ferdinand Constantin (1781)

Sie traf auf den leichtlebigen, sechzehn Jahre älteren Prinzen Friedrich Ferdinand Constantin von Sachsen-Weimar-Eisenach (1758–1793), dessen Regiment 1790 in Weißenfels stationiert war. Dieser brachte sie in Leipzig in der Pension der Madame Hesse im Wincklerschen Haus am Brühl (später Lattermanns Hof) unter, finanzierte alles und besuchte sie regelmäßig. Dass die Beziehung möglicherweise über eine Liebesaffäre hinausging, legt der Umstand nahe, dass er sie von einem Sprach- und einem Schreiblehrer sowie von einer Putzmacherin unterrichten ließ. 1793 starb der Prinz, und ihr Traum vom Aufstieg in höhere Gesellschaftskreise platzte. Der Weimarer Hof speiste sie als „Pflegetochter“ mit einer Einmalzahlung von 50 Reichsthalern ab.
Die nächsten Jahre schlug sich Johanna Rosine als Putzmacherin durch und lernte Carl Friedrich Wilhelm Wagner (1770–1813) kennen. Er hatte Jura studiert und war Theaterliebhaber und Laienschauspieler. 1797 erhielt er eine Stelle als Vize-Aktuarius beim Stadtgericht und war dadurch in der Lage, eine Familie zu gründen. Am 2. Juni 1798 heirateten die beiden in der Kirche in Schönefeld, damals noch ein Dorf nordöstlich von Leipzig.

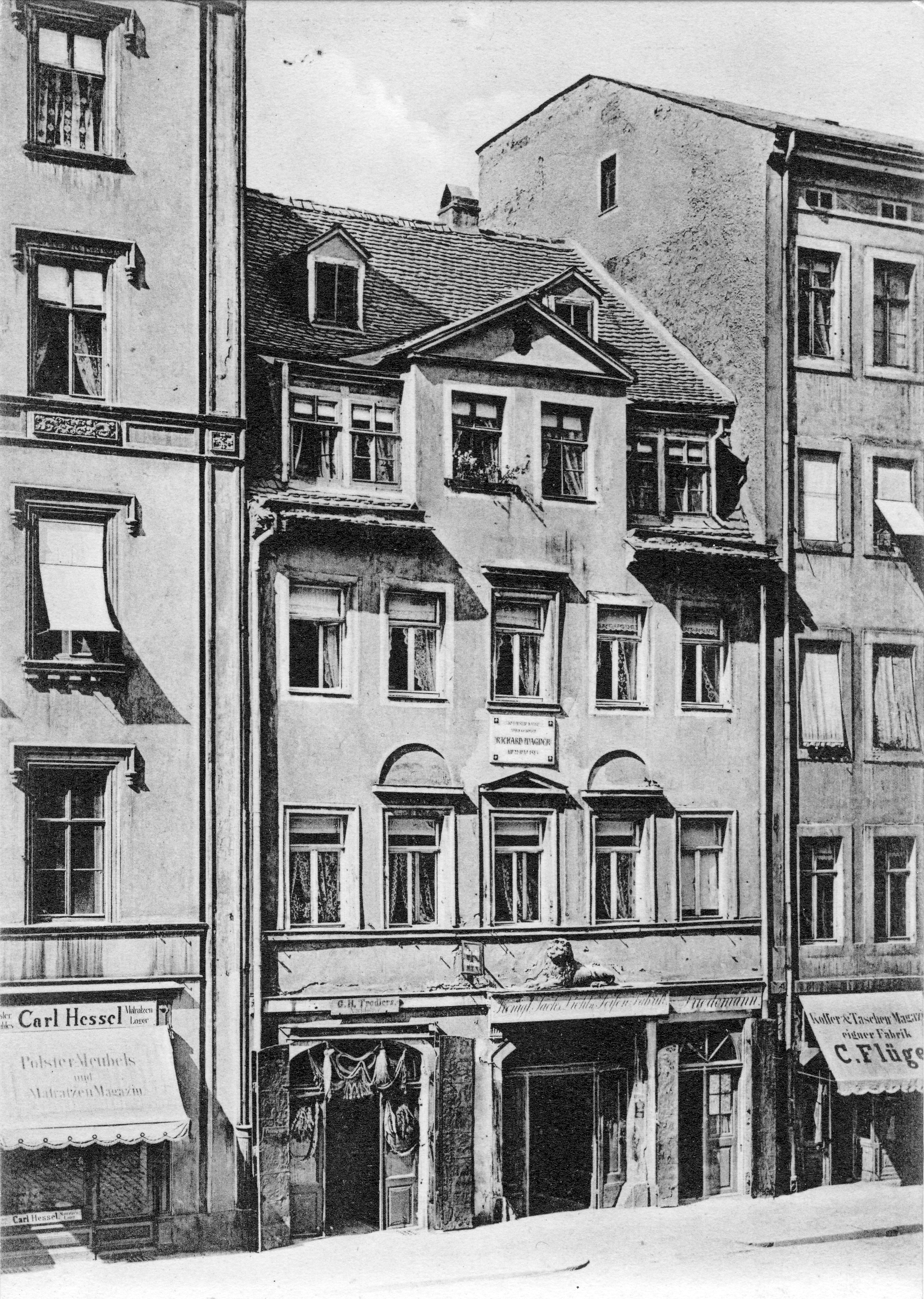
Wohnhaus der Familie Wagner am Brühl, Zustand 1885

In den folgenden fünfzehn Ehejahren bekam des Ehepaar neun Kinder: Albert (* 2. März 1799), Carl Gustav (* 21. Juli 1801), Rosalie (* 4. März 1803), Julius (* 7. August 1804), Luise (* 14. Dezember 1805), Clara (* 29. November 1807), Maria Theresia (* 1. April 1809), Ottilie (* 4. März 1811) und schließlich Richard (* 22. Mai 1813). Bis auf die ersten beiden wurden sie im Haus Zum Roten und Weißen Löwen am Brühl geboren, wo sich im zweiten Stock die Wohnung der Familie ab 1802 befand.

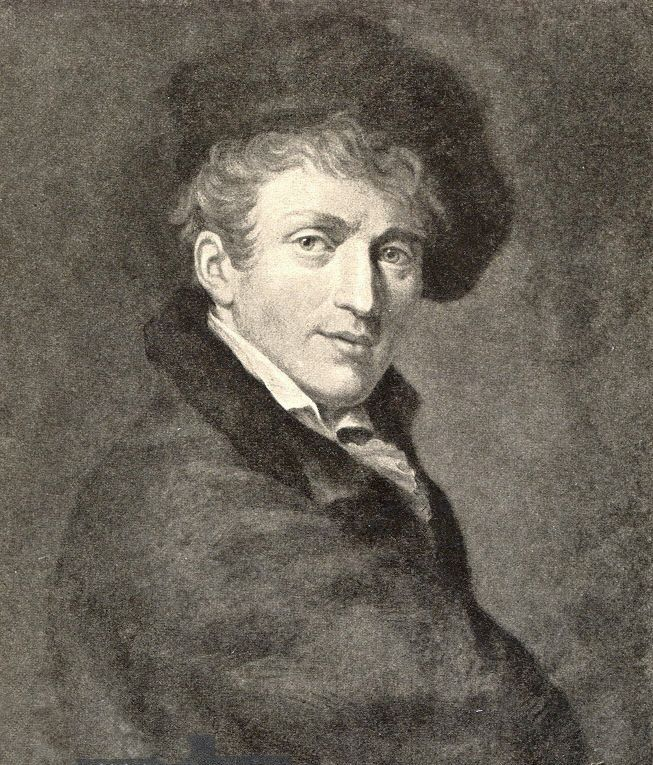
Ludwig Geyer (um 1810)

Friedrich Wagner, seit 1. Januar 1811 Aktuarius im Polizeiamt, war nach der Völkerschlacht für die Kontrolle der Lazarette in der Stadt zuständig. Er infizierte sich mit Typhus und starb am 25. November 1813.
Schon längere Zeit war über die gemeinsame Theaterleidenschaft das Ehepaar Wagner mit dem Maler, Schriftsteller und Schauspieler Ludwig Geyer (1779–1821) befreundet gewesen. Nun kümmerte er sich um die Witwe und auch die Kinder, die ihn sehr mochten. Schon am 28. August 1814 heiratete der vier Jahre jüngere Geyer in der Kirche in Pötewitz bei Zeitz die bereits wieder schwangere Witwe Wagner.
Noch 1814 zog die Familie mit sieben Kindern – Carl Gustav und Marie Theresia waren bereits verstorben – nach Dresden, wo Geyer Hofschauspieler geworden war. Hier wurde am 26. Februar 1815 die Tochter Augusta Cäcilie Geyer geboren. Das von Friedrich Nietzsche (1844–1900) später angestoßene Gerücht, Geyer sei auch Richards Vater gewesen, konnte nicht belegt werden. Geyer blieb weiter am Theater, schrieb Bühnentexte und sang unter Carl Maria von Weber (1786–1826), der auch privat mit der Familie Geyer verkehrte. Nach sieben Jahren Familienglück starb Ludwig Geyer am 30. September 1821.
Geyer hatte das musische Talent der Wagnerkinder erkannt und gefördert und ihren Lebensweg mit vorbestimmt. Albert Wagner debütierte bereits 1819 in Leipzig als Opernsänger. Rosalie war ab 1818 am Dresdner Theater und ab 1820 Hofschauspielerin. Luise wurde ausgebildete Schauspielerin, heiratete aber bereits mit 23 Jahren den Leipziger Verlagsbuchhändler Friedrich Brockhaus (1800–1865) und gab den Beruf auf. Klara debütierte mit 16 Jahren 1824 als Opernsängerin in Dresden.
Als Rosalie 1827 ein Engagement in Leipzig annahm, zog Johanna Rosine mit dem Rest der Familie nach Leipzig, wo sie von der Stadt eine Jahresrente von 60 Reichstalern erhielt. Richard, der in Dresden als Richard Geyer die Kreuzschule besucht hatte, kam nun als Richard Wagner auf die Leipziger Nikolaischule und später die Thomasschule, die er ohne Abitur verließ. Mit dem nun entflammten Interesse für die Musik begann er, zunächst erfolglos, zu komponieren. 1831 begann er ein Musikstudium an der Universität Leipzig, reiste aber 1834 zu seinem Bruder Albert nach Würzburg, nachdem er der Mutter manchen Ärger bereitet hatte.

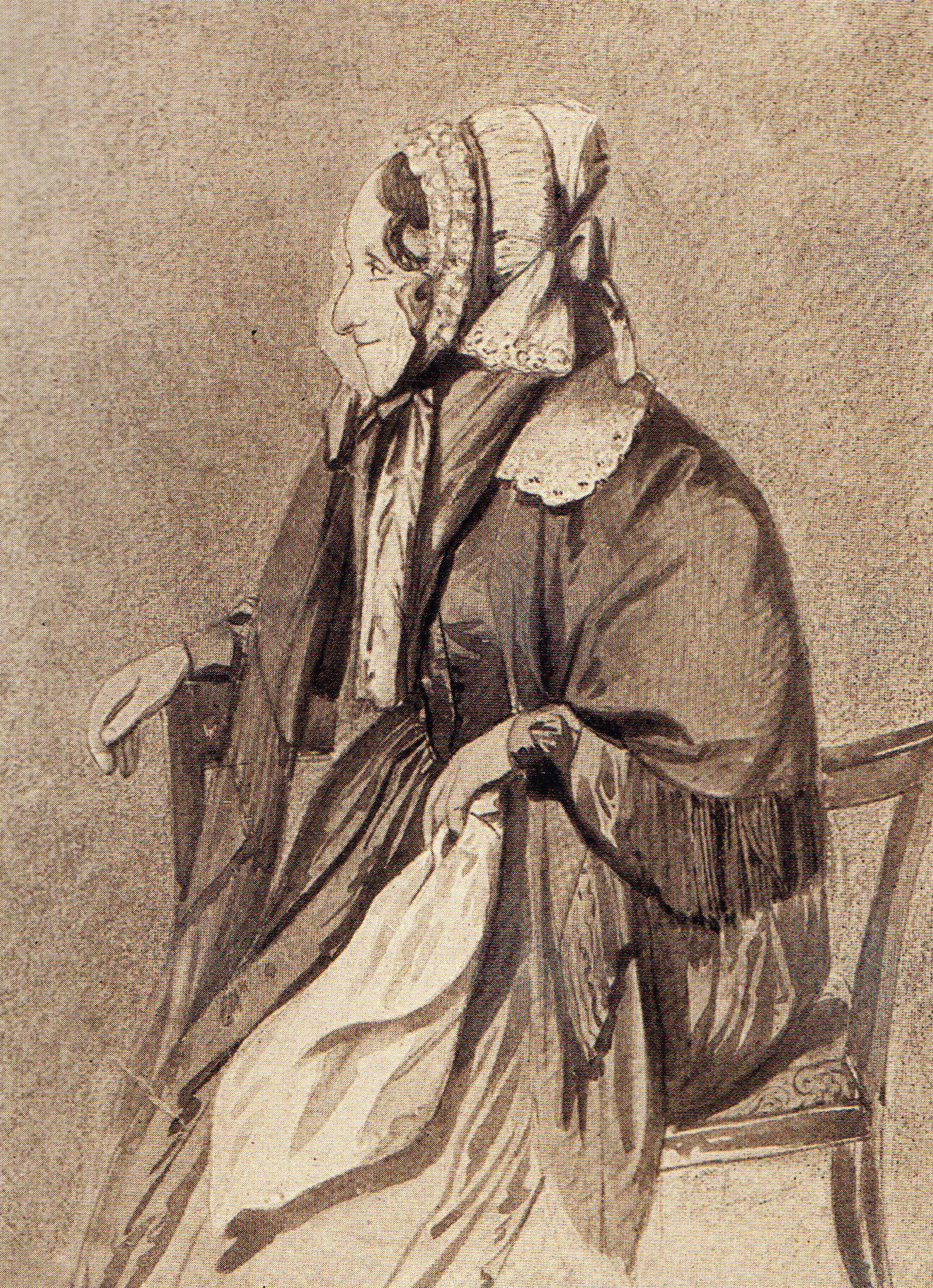
Altersbild der Johanna Rosine Wagner-Geyer (um 1845)
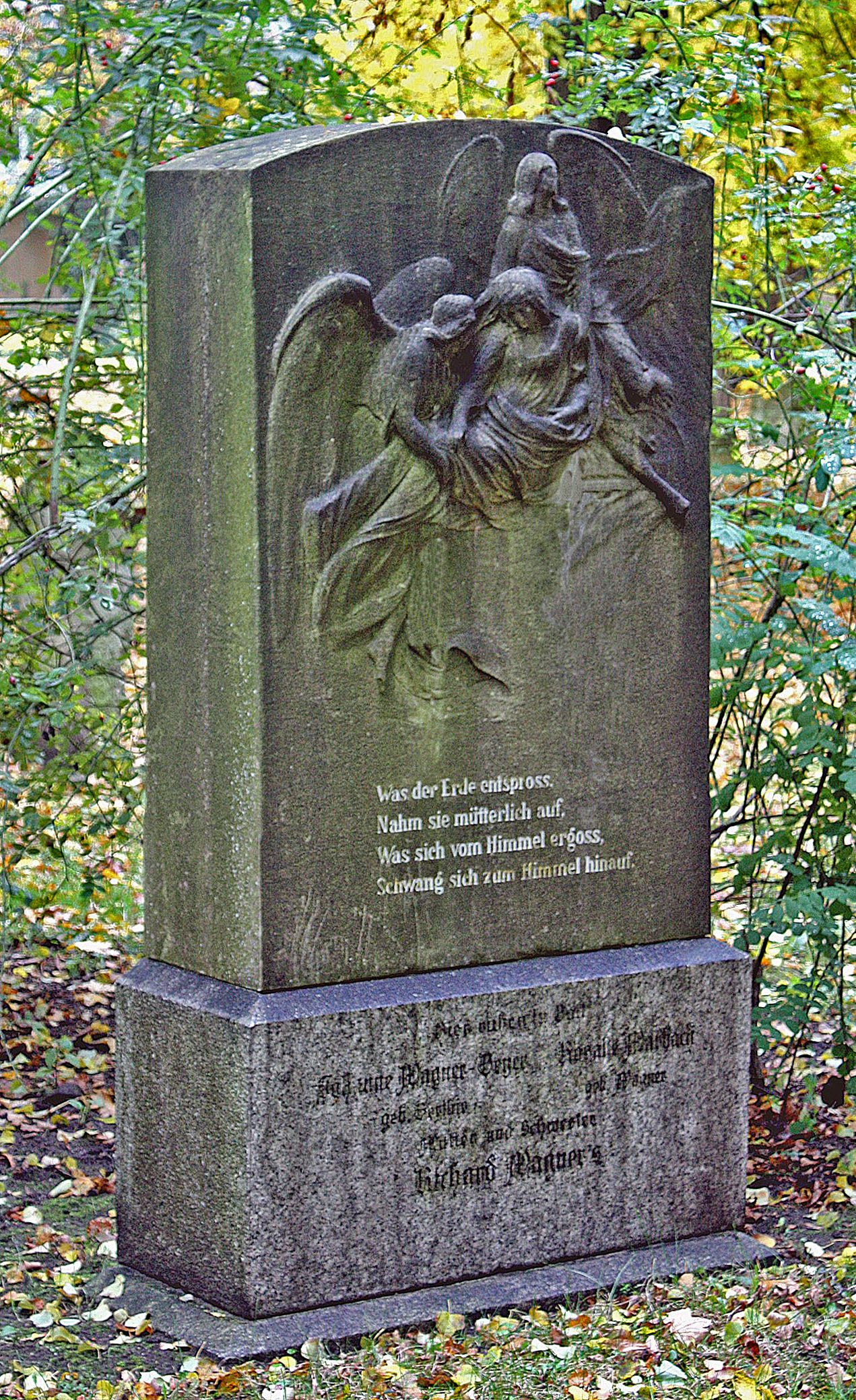
Gedenkstein auf dem Alten Johannisfriedhof Leipzig (2009)

Diese konnte aber schließlich seinen Triumph noch miterleben, als 1842 seine Oper Rienzi in Dresden uraufgeführt und er schlagartig berühmt wurde. Johanna Rosine Wagner-Geyer starb 73-jährig 1848 in Leipzig und wurde auf dem Alten Johannisfriedhof beigesetzt. Ihre Tochter Rosalie, verheiratete Marbach, war 1837 ebenfalls hier beerdigt worden. 1910 errichtete deren Tochter einen Gedenkstein für ihre Mutter und ihre Großmutter.